# Знаки на кивера русской армии 1812 года

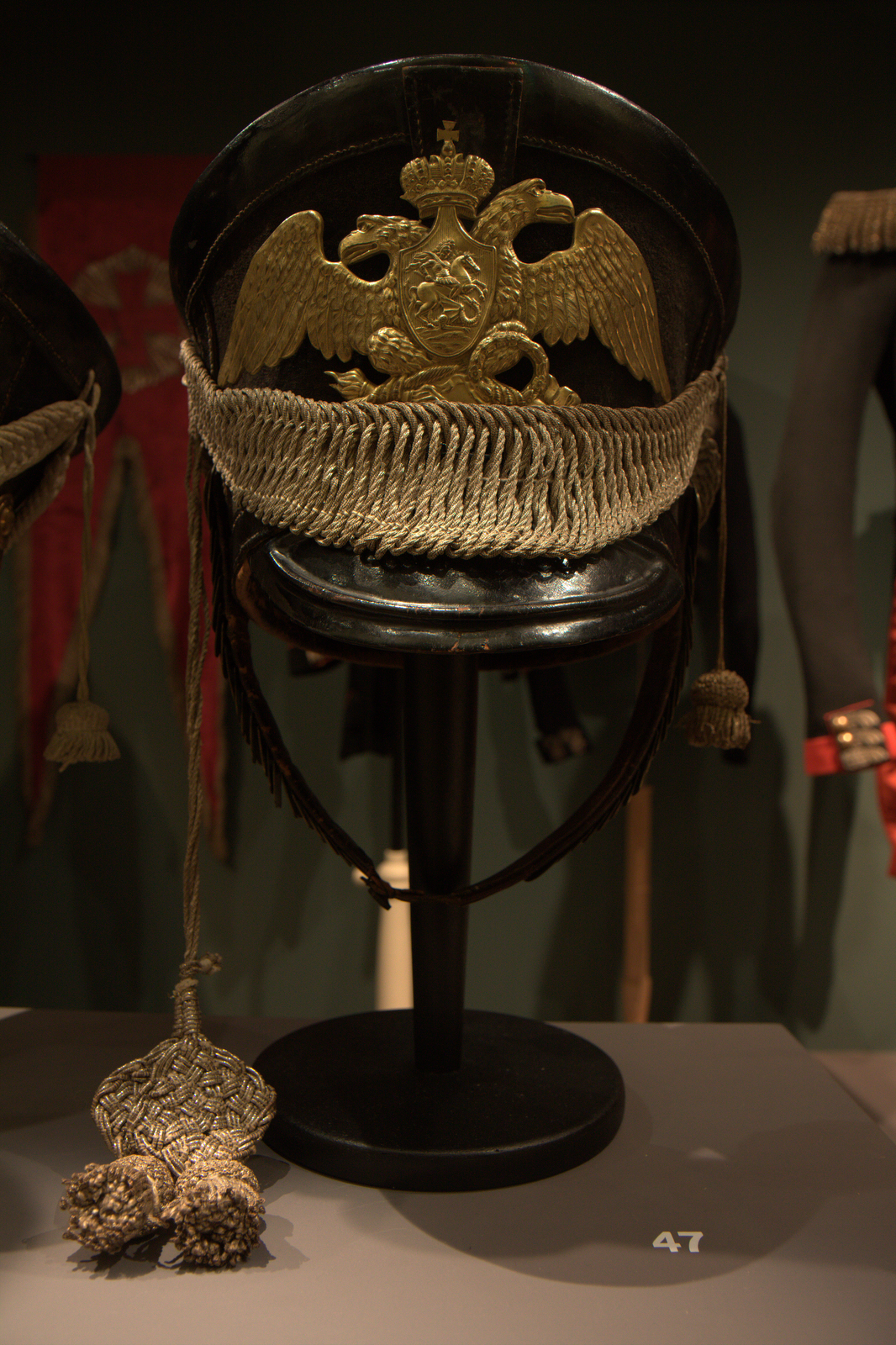
Пехотный кивер Русской императорской гвардии, датирован 1812 — 1817 годами.

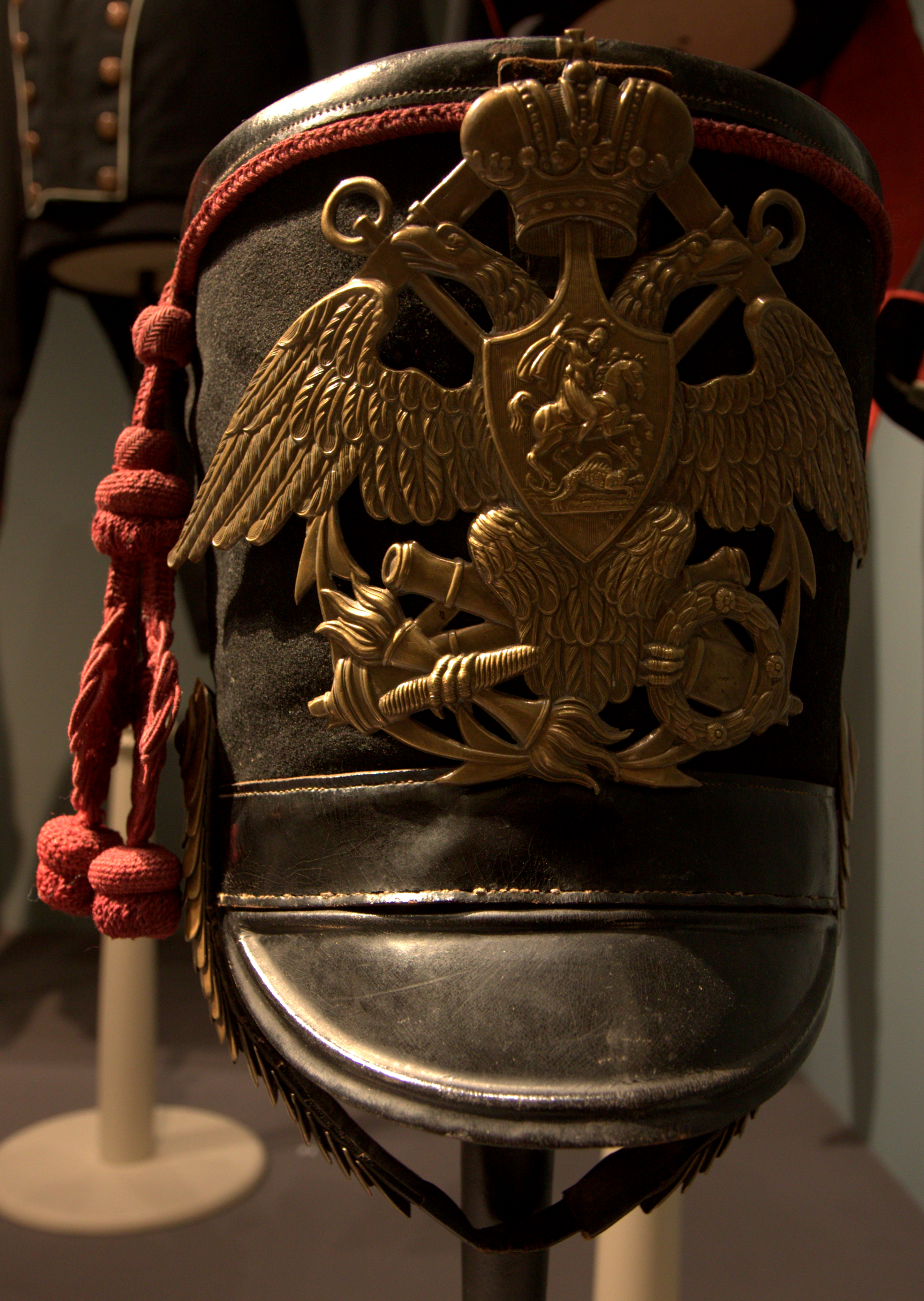
Кивер военнослужащего артиллерийской команды Гвардейского экипажа.

Знаки на кивера Русских гвардии и армии — знаки различия на головные уборы (кивера) военнослужащих Русских гвардии (Лейб-гвардия) и армии Вооружённых сил Российской империи.

## История
В Русских гвардии и армии Вооружённых сил Российской империи кивера впервые были введены в 1805 году, в другом источнике указан 1803 год, и использовались до 1844 года (а у гусар — до 1862 года), когда сменились кожаными пикельхельмами (касками). 
В 1808 году на киверах были изменены гербы:
- в гвардии даны орлы с опущенными крыльями, с левой пригнутой головой, с венком, перуном и факелом в лапах, с одной короной на острие грудного щита, при чём основанием орла служил сегмент, лежащий на прямоугольной полоске;
- в армии, у гренадер установлены гренады о трех огнях;
- в артиллерии были установлены:
  - в гвардии — орлы, подобные пехотным гвардейским, но с крыльями более приподнятыми, правой (вместо левой) опущенной головой и с пушками и ядрами внизу, при чём лапы у орла были свободны;
  - в армии — две скрещенные пушки с гренадой (об одном огне) под ними;
- у пионеров была установлена однопламенная гренада.

С 1809 года по 1812 год с киверов постепенно исчезли кокарды, которые были заменены репейками.
К 1812 году сложилась достаточно чёткая регламентация эмблем (гербов), которые носили на передней части киверов в гвардейских и армейских полках и иных формированиях. В полках гвардейской пехоты, к примеру, Преображенском, Семёновском, Измайловском, Егерском и Финляндском, на киверах носили знак в виде двуглавого орла с факелом и молниями в левой лапе и с лавровым венком в правой. На груди орла находился небольшой щиток с изображением Святого Георгия. Эти знаки были введены 16 апреля 1808 года. Такие же знаки были даны для лейб-гвардии Гусарского полка. В лейб-гвардии Литовском полку носили те же знаки. Единственное отличие состояло в том, что на щитке вместо святого Георгия был изображен герб «Погоня».
На киверах гвардейских артиллеристов присутствовали знаки в виде гвардейских орлов, под которыми находились скрещенные стволы пушек.
В сформированном 16 февраля 1810 года Гвардейском флотском экипаже орлы на киверах были наложены на скрещённые якоря.
27 декабря 1812 года был сформирован лейб-гвардии сапёрный батальон, ему были даны киверные знаки в виде гвардейских орлов, под которыми находились скрещённые топорики.
В армейских гренадерских полках знаком на кивер служило изображение медной «гренадки о трех огнях». Такие же «гренадки» были на киверах офицеров и нижних чинов минёрных рот 1-го и 2-го пионерных полков. Они были сделаны не из меди, а из белого металла.
Во флотских морских полках, а также у колонновожатых, на киверах тоже были «гренадки о трех огнях».
В армейских пехотных и егерских полках знаками на кивера являлись «гренадки об одном огне». Делались они также из меди, у офицеров они покрывались позолотой. Офицеры и нижние чины армейских пионерных рот имели на киверах точно такие же «гренадки», но из белого металла.
Армейские полевые артиллеристы носили на своих киверах знак в виде скрещённых пушечных стволов.
В 1855 году кивера частично вновь восстановлены в гвардии и армии, и держались до 1862 года, когда сменились шапками (кепи) и, наконец, в 1908 году частично снова возвращены частям гвардии и генералам, в другом источнике указано что на 1907 год кивер оставлен только в парадной форме лейб-гвардии Павловского полка.

## Образцы

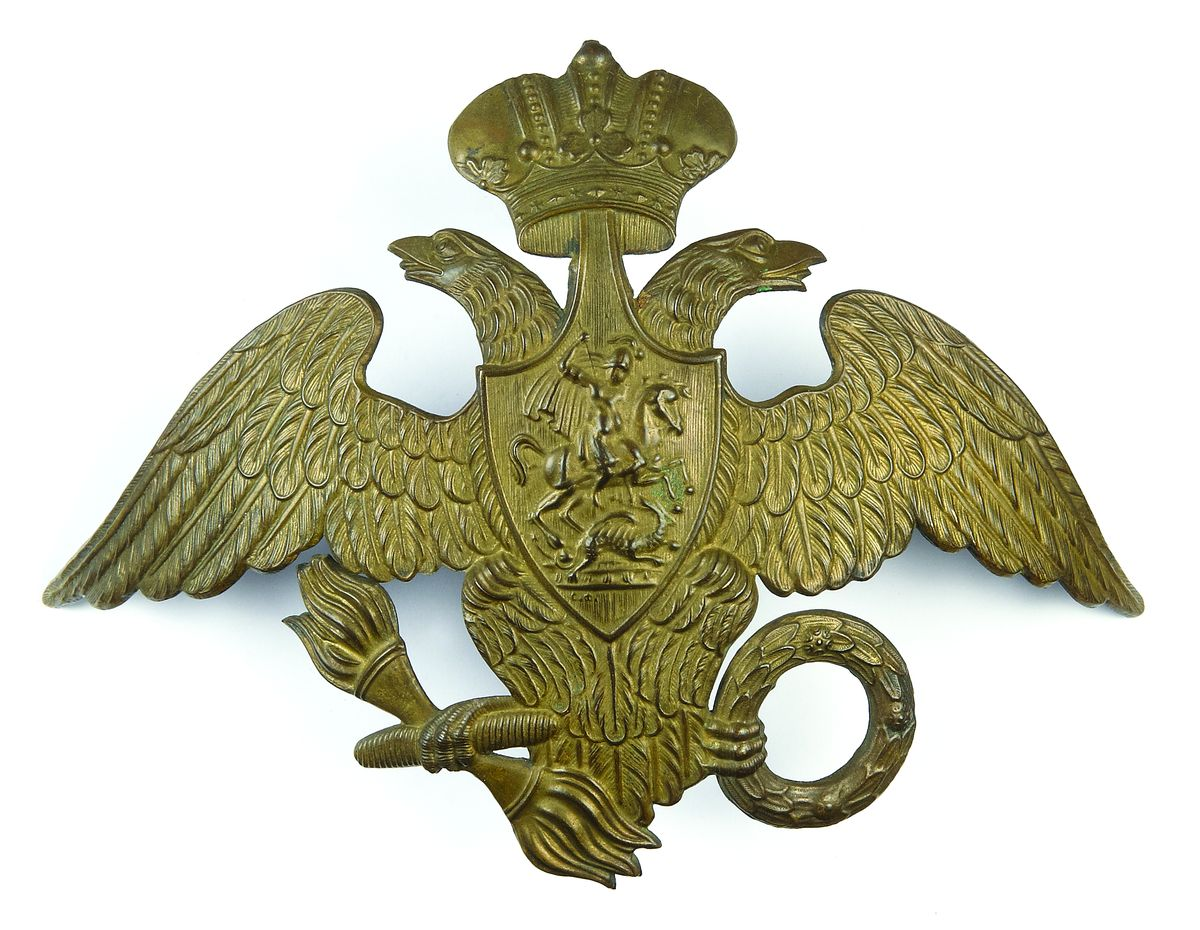
Знак на кивера гвардейской пехоты.
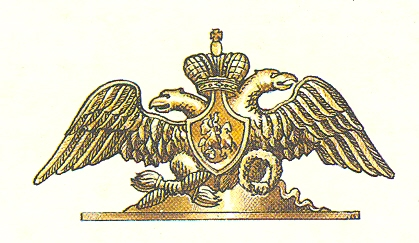
Знак на кивера гвардейской пехоты.
Знак на кивера Лейб-гвардии Литовского полка (Единственное отличие состояло в том, что на щитке вместо Святого Георгия был изображен герб «Погоня».).
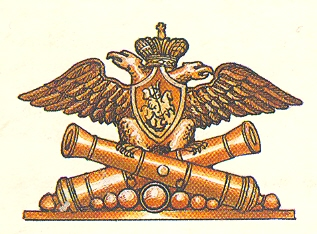
Знак на кивера гвардейских артиллеристов.
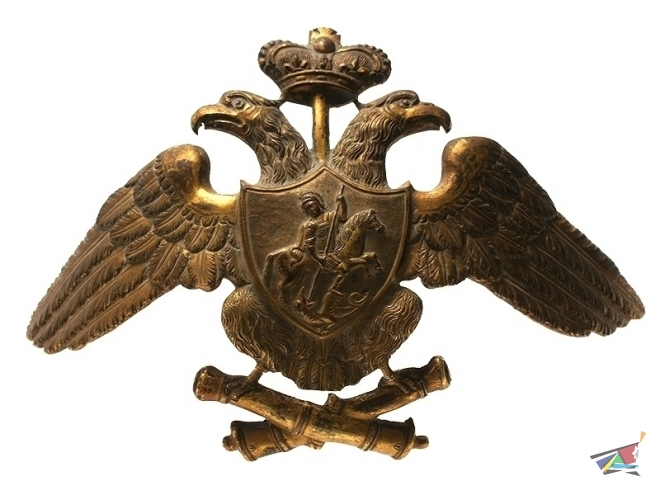
Знак на головной убор офицера Гвардейской конной артиллерии. Оригинал.
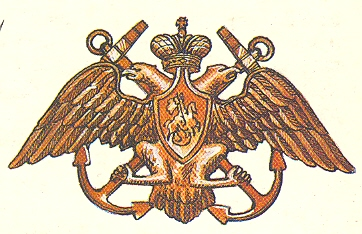
Знак на кивера Гвардейского флотского экипажа.
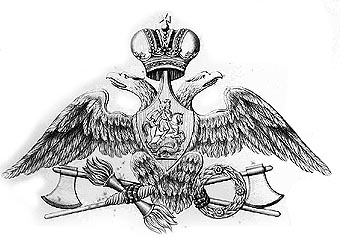
Киверный знак Лейб-гвардии Сапёрного батальона, образца 1812 года.
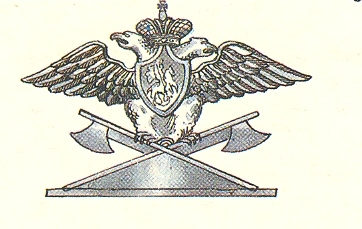
Знак на кивера лейб-гвардии сапёрного батальона, образца 1816 года.
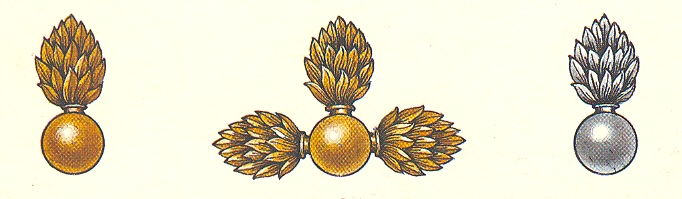
«Гренадки».